# Пэкстон, Джон
Джон М. Пэкстон-младший (англ. John M. Paxton, Jr.; род. 1951, Честер) — военнослужащий ВС США, генерал КМП США. С 15 декабря 2012 года по 2 августа 2016 года - 33-й заместитель коменданта корпуса морской пехоты США.
Учился в Корнеллском университете. Получил степень бакалавра и степень магистра в области гражданского строительства. По окончании школы для кандидатов в офицеры ему был присвоено звание второго лейтенанта корпуса морской пехоты США в 1974 году.
По окончании основной школы Пэкстон поступил в воздушно-десантную школу в Форт-Беннинге (штат Джорджия), а затем был назначен командиром стрелкового взвода роты Браво, 1-го батальона, 3-го полка морской пехоты, 1-й морской бригады, Канеохе (штат Гавайи).
Участвовал в операциях в Боснии и Сомали.
С 2003 по 2006 год, Пэкстон был командующим пункта подготовки новобранцев корпуса морской пехоты в Сан-Диего и подбор персонала Западного региона.
22 мая 2007 года, Пэкстон передал командование 1-й дивизии морской пехоты бригадному генералу Ричард П. Миллсу, и взял на себя роль начальника штаба многонациональных сил в Ираке.
С января 2011 по июль 2012 года командовал 2-м экспедиционным корпусом морской пехоты.